# Wesley Hoedt
Wesley Theodorus Hoedt (Alkmaar, 6 de março de 1994) é um futebolista neerlandês que atua como zagueiro. Atualmente joga pelo Al Shabab.

## Carreira
Wesley Hoedt começou a carreira no AZ Alkmaar.